# Serhij Petrenko
Serhij Wołodymyrowycz Petrenko (ukr. Сергій Володимирович Петренко, ros. Сергей Владимирович Петренко, Siergiej Władimirowicz Pietrienko; ur. 8 grudnia 1956 w Chmielnickim) – radziecki kajakarz i kanadyjkarz narodowości ukraińskiej. Dwukrotny złoty medalista olimpijski z Montrealu.
W igrzyskach brał udział dwukrotnie (IO 76, IO 80). W 1976 triumfował w kanadyjkowych dwójkach na dystansie zarówno 500, jak i 1000 metrów. Partnerował mu Aleksandr Winogradow. Siedem razy stawał na podium mistrzostw świata, sięgając po trzy złota (C-1 500 m: 1974, 1975; C-2 10 000 m: 1977), trzy srebra (C-2 500 m: 1978, 1979, 1982) i jeden brąz (C-2 10 000 m: 1983).